# José Ramírez III
José Ramírez III (Mai 1922–1995) war ein spanischer Gitarrenbauer.

## Leben
José Ramirez III stammte aus einer Gitarrenbauerfamilie. Im Alter von 18 Jahren begann er in der Werkstatt seines Vaters José Ramirez II (1885–1957) zu arbeiten. Nach dem Tod seines Bruders Alfredo übernahm er 1954 die Leitung der Firma Guitarras Ramírez. Zu den Mitarbeitern und Schülern von José Ramirez III zählten sein Sohn José Ramírez IV, Paulino Bernabe, Alfonso und Pedro Contreras, Felix Manzanero, Ignacio Manzano Rozas und Mariano Tezanos. 

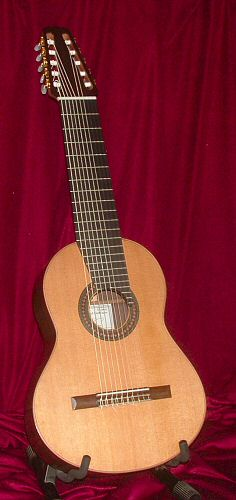
Zehnsaitige Konzertgitarre (nach Yepes und Ramírez)

Der experimentierfreudige Gitarrenbauer entdeckte im Jahr 1965 das Holz der Roten Zeder für die Decke der Konzertgitarre, die später von vielen Gitarrenbauern der Welt übernommen wurde. In den frühen 1960er Jahren hatte er die Idee, der klassischen Konzertgitarre Resonanzsaiten hinzuzufügen, also Saiten, die nicht gespielt werden, sondern bei bestimmten Tonhöhen mitschwingen, um so das Klangbild zu verstärken. Er beriet sich mit führenden Konzertgitarristen dieser Zeit, unter anderem Andrés Segovia und Narciso Yepes, die beide Ramírez-Gitarren spielten. Gemeinsam mit Yepes entwickelte Ramírez das erste Modell einer Zehnsaitigen Gitarre, das er im März 1964 fertigstellte.
Er entwickelte auch eine 8-saitige Gitarre zusammen mit dem spanischen Gitarristen José Tomás.
Sein Sohn José Enrique Ramírez García (José Ramírez IV) übernahm im Jahr 1988 zusammen mit seiner Tochter Amalia Ramirez die Leitung des Unternehmens.